# Acehfasan
Acehfasan (Lophura inornata hoogerwerfi) är en fågel i familjen fasanfåglar inom ordningen hönsfåglar.

## Utbredning
Acehfasanen förekommer enbart på nordvästra Sumatra och var länge endast känd från två honfärgade exemplar insamlade 1939 i vad som nu är nationalparken Gunung Leuser. Sedermera har flera observationer gjorts i nationalparken och 1998-1999 påträffades fem exemplar av båda kön på en fågelmarknad i staden Medan. Observationer har även gjorts på andra platser, bland annat en hona på ägg i skogsområdet Batang Turu 2008 och 2010 en familj i höglänta området Toba.
Fågeln betraktas tidigare som egen art, men förs numera allmänt till sumatrafasanen (L. inornata).

## Status
IUCN erkänner den inte som art, varför den inte placeras i någon hotkategori.

## Namn
Fågelns svenska namn syftar på Acehprovinsen varifrån arten är känd. Dess vetenskapliga artnamn hedrar Andries Hoogerwerf (1906-1977), holländsk zoolog, botaniker och samlare av specimen verksam i Ostindien 1931-1958.